# Holy (песня Джастина Бибера и Chance The Rapper)
«Holy» — песня канадского певца Джастина Бибера и американского рэпера Chance The Rapper, вышедшая 18 сентября 2020. Это первая новая запись после прошлого альбома Changes (2020) и в новой для Бибера области духовной христианской музыки госпел.

## История
Бибер и американский исполнитель Chance The Rapper впервые работали вместе в 2013 году, когда чикагский рэпер написал слова для сингла «Confident» канадской поп-звезды. Позже Бибер появился в треке своего партнёра «Juke Jam» в 2016 году. Пара также объединила усилия для создания двух разных хитов рэпера DJ Khaled: «I’m the One» и «No Brainer».
15 сентября 2020 года Бибер впервые анонсировал выход нового сингла на 18 сентября, который будет сопровождаться коротким фильмом, поставленным режиссёром Колином Тилли (известного как создателя клипа для песни «WAP», находившейся в эти дни на первом месте американского хит-парада).

## Музыка и лирика
В «Holy» сочетаются элементы госпел, духовной христианской музыки и R&B с характерным ровным вокалом Бибера, с парящими гармониями и воодушевляющим ритмом. Музыканты напевают слова: «Я знаю, что не оставлю тебя, как я знаю, что он не оставит нас», «Я знаю, что мы верим в Бога, и я знаю, что Бог верит в нас», «Когда ты держишь меня, держи меня, держи меня».

## Отзывы
Джон Караманика из газеты New York Times пишет, что серьёзный, сдержанный «Holy» не совсем означает приход Джастина Бибера в качестве звезды христианской эстрады — он больше занимается религиозным R&B, смешивая темы преданности и веры с темами романтических обязательств. Например: «Я не верю в нирвану, но то, как мы любим в ночи, дало мне жизнь, детка»). По мнению обозревателя «Это скорее означает продолжающееся путешествие Бибера от его бурных подростковых лет, так и растущую духовность в светских пространствах».

### Итоговые списки
| Публикация | Список                     | Ранг      | Ссылка. |
| ---------- | -------------------------- | --------- | ------- |
| Billboard  | The 100 Best Songs of 2020 | 41        | [ 10 ]  |
| Glamour    | The 63 Best Songs of 2020  | Включение | [ 11 ]  |

## Коммерческий успех
В США песня дебютировала на третьем месте в Billboard Hot 100, став 20-й для Бибера в лучшей десятке top-10 (он впервые там появился в 2010 году), а сам певец вошёл в число 20 музыкантов с таким достижением.

## Музыкальное видео
В новом музыкальном видео, созданном Колином Тилли, певица и актриса Райан Дестини играет подруги Бибера, а также в нём в роли солдата участвует актёр Уилмер Вальдеррама. В клипе Бибер изображает рабочего, работа которого прекращена в разгар пандемии из-за «текущей глобальной ситуации», но любовь и духовность поддерживают его. Вместе с подругой, также потерявшей работу (она помогала умирающим больным в хосписе) они идут вдвоём по пустынной дороге в неизвестном направлении. Клип заканчивается появлением автомобиля за рулём которого Уилмер Вальдеррама — солдат, видимо возвращающийся домой с войны (или закончивший службу в армии), — который приглашает Бибера с подругой в свой дом, где его встречают заждавшиеся жена и дети.

## Чарты
| Чарт (2020)                        | Высшая позиция |
| ---------------------------------- | -------------- |
| Австралия (ARIA)                   | 4              |
| Австрия (Ö3 Austria Top 40)        | 10             |
| Бельгия/Фландрия (Ultratop 50)     | 22             |
| Бельгия/Валлония (Ultratop 50)     | 24             |
| Канада (Canadian Hot 100)          | 1              |
| Чехия (Singles Digitál Top 100)    | 20             |
| Дания (Tracklisten)                | 7              |
| Франция (SNEP)                     | 125            |
| Германия (GfK)                     | 22             |
| Мир Global 200 (Billboard)         | 3              |
| Венгрия (Single Top 40)            | 10             |
| Венгрия (Stream Top 40)            | 14             |
| Ирландия (IRMA)                    | 2              |
| Италия (FIMI)                      | 61             |
| Япония (Billboard Japan Hot 100)   | 46             |
| Нидерланды (Dutch Top 40)          | 5              |
| Нидерланды (Single Top 100)        | 5              |
| Новая Зеландия (Recorded Music NZ) | 2              |
| Норвегия (VG-lista)                | 3              |
| Польша (Polish Airplay Top 100)    | 15             |
| Португалия (AFP)                   | 27             |
| Шотландия (OCC Scotland)           | 9              |
| Швеция (Sverigetopplistan)         | 5              |
| Швейцария (Schweizer Hitparade)    | 10             |
| Великобритания (OCC UK Singles)    | 7              |
| США (Billboard Hot 100) ·          | 3              |
| США (Billboard Adult Contemporary) | 20             |
| США (Billboard Adult Pop Airplay)  | 14             |
| США (Billboard Pop Airplay)        | 10             |
| США (Billboard Rhythmic)           | 12             |

## Сертификации
| Регион                                                                      | Сертификация  | Продажи   |
| --------------------------------------------------------------------------- | ------------- | --------- |
| Австралия (ARIA)                                                            | Платиновый    | 70 000    |
| Бельгия (BEA)                                                               | Золотой       | 20 000    |
| Канада (Music Canada)                                                       | 2× Платиновый | 160 000   |
| Новая Зеландия (RMNZ)                                                       | Платиновый    | 30 000    |
| Норвегия (IFPI Norway)                                                      | Золотой       | 30 000    |
| Великобритания (BPI)                                                        | Серебряный    | 200 000   |
| США (RIAA)                                                                  | Платиновый    | 1 000 000 |
| Данные о продажах + прослушиваниях приведены только на основе сертификации. |               |           |